# Gotscha Lagidse
Gotscha Lagidse (გოჩა ლაღიძე) (Tbilisi, 18 maart 1965) is een Nederlands-Georgische metaalkunstenaar en wapensmid. Hij is gespecialiseerd in de reconstructie en restauratie van middeleeuwse harnassen en wapentuig.
Lagidses werk gaat gepaard met studie van de historische context en oorspronkelijke ambacht van de onderhanden zijnde objecten. Het wordt gekenmerkt door vakmanschap met een artistieke inslag. Door het ministerie van Onderwijs, Cultuur en Wetenschap wordt zijn werk beschouwd als van wezenlijk Nederlands belang.

## Levensloop

### Jeugd en opleiding
Gotscha Lagidse werd in 1965 in Tbilisi geboren in een familie die deel uitmaakt van de intelligentsia in Georgië, dat destijds tot de Sovjet-Unie behoorde. Op de lagere en middelbareschool bleek hij talent te hebben voor schilderkunst, wiskunde en natuurkunde.

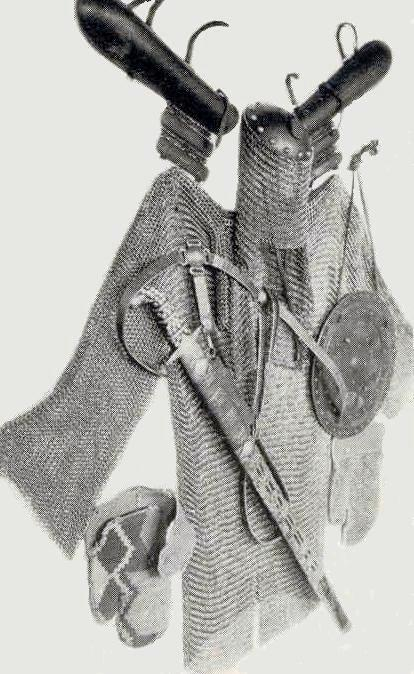
Eerste maliënkolder van Lagidse
Als scholier had Lagidse de middelen niet om in navolging van zijn leraar een collectie van zwaarden en maliënkolders aan te leggen. Hij besloot zelf de objecten te maken. Fabrieksarbeiders in die tijd stookten oude autobanden om zich op te warmen. Lagidse verzamelde de staaldraden die daarvan overbleven. Hij draaide er lange draden van, knipte die, sloeg ze plat en breidde ze tot een maliënkolder. Hierop volgde een traditioneel helm en andere onderdelen van de wapenuitrusting.

In 1979 ging hij door op een speciale middelbare school. Zijn geschiedenisleraar aldaar, Dzjoeansjer Dzjoerchadze, was verzamelaar van antieke kunst en stond aan de basis van Lagidses interesse in zwaarden en harnassen. Met zijn steun maakte Lagidse een proefstuk van een maliënkolder. Daarop vervaardigde hij een Gudamakruli Chabalachi, een traditionele helm.  Djuchadze was onder de indruk van zijn werk en schonk hem een Perzisch schild uit zijn verzameling.

### Studiejaren
Lagidse was zeventien toen hij naar het Polytechnische Instituut (thans de Georgische Technische Universiteit) ging en studeerde in 1989 af als elektrische ingenieur, maar zou er nooit iets mee doen. Tijdens zijn studie trouwde hij. Om dat te bekostigen verkocht hij zijn zelfgemaakte helmen op een vrijmarkt. Hij ontving voor zijn werk een goed bedrag. Lagidse realiseerde zich toen dat met zijn talent geld te verdienen was en ging door in het veld van de historische reconstructie van wapenuitrustingen.
Hij volgde naast zijn studie ook een cursus Georgisch wapentuig, deed onderzoek naar traditionele harnassen en zwaarden en bezocht regelmatig het Staatsmuseum van Georgië. Vanaf 1985 werkte hij aan de reconstructie van een traditioneel Georgisch harnas, een Abjari. Vanaf 1987 werkte hij parttime bij het Kunstencombinaat in Tbilisi en voltooide hij persoonlijke opdrachten van kunstenaar Zoerab Tsereteli.
Hij maakte een compleet harnas waarover in 1988 geschreven werd in de Georgische krant Jonge communist (Achalgazrda Komunisti). Dat was de aanleiding voor belangrijke opdrachten en een presentatie op de Georgische televisie. Zijn werk werd geprezen door experts als Kote Tsjolokasjvili, kunstcriticus Goeram Gabasjvili en kunstenaar Temoer Soelchanisjvili.

### Eerste werkzaamheden na de studie
Na afronding van zijn universitaire studie in 1989, ging Lagidse aan de slag als restaurateur van metalen bij de rijksdienst voor Monumentenzorg aan het Openluchtmuseum voor Etnografie in Tbilisi.
Zijn werk werd door het Ministerie van Cultuur geselecteerd voor exposities in het Kunstenaarshuis in Tbilisi en een tentoonstelling in Burg Hasseg/Hall in Tirol, Oostenrijk. Hij voerde restauratieprojecten uit en onderzocht traditionele methoden voor het maken van Georgisch staal, bekend als bulati, dat werd gebruikt voor de vervaardiging van hoogwaardige wapens.

### Moeilijke jaren
| Band met Nederland Het 822e Georgische bataljon dat deel uitmaakte van de Duitse Wehrmacht was aan het eind van de Tweede Wereldoorlog op Texel gelegerd. Toen de geallieerden naderden kwamen ze in opstand tegen de Duitsers. Deze muiterij werd met veel geweld de kop ingedrukt, dit wordt op het eiland de Russenoorlog genoemd. Veel toen gesneuvelde Georgiërs liggen begraven op erebegraafplaats Hoge Berg te Texel. Dit verhaal over zijn landgenoten op Texel droeg bij aan Lagidses belangstelling voor Nederland. |

De periode dat de voormalige Sovjet-Unie uit elkaar viel en Georgië in 1991 onafhankelijk werd was een moeilijke tijd voor Lagidse. Hij deed zijn dienstplicht in het leger en kreeg teleurstellingen te verwerken. Hij voelde zich niet langer thuis in Georgië en na enkele opdrachten van Nederlandse musea emigreerde hij met zijn gezin naar Nederland.

### Nederland

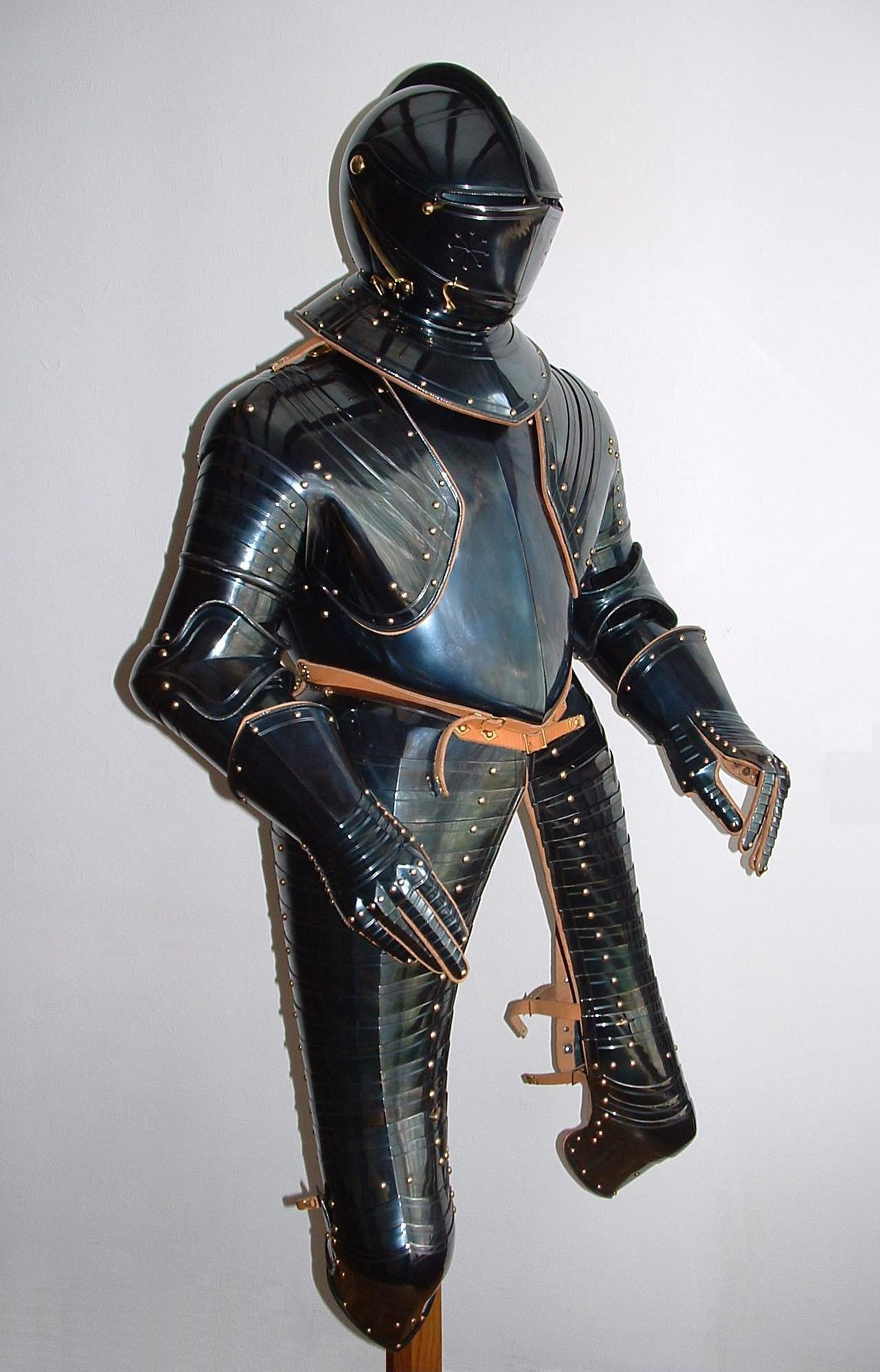
Lagidses 'meesterproef' in Nederland: Replica van ruitersharnas van Maurits van Oranje

Sinds 1995 woont en werkt Lagidse in Nederland. Zijn opstap naar bekendheid was een door hem vervaardigde Georgische wapenuitrusting dat was geëxposeerd in het Juttersmuseum op Texel, in het kader van een tentoonstelling over de opstand van de Georgiërs tegen de Duitsers op het eiland in 1944 (zie kader). De wapenuitrusting trok de aandacht van Jan Piet Puype, curator van het Nederlandse Legermuseum in Delft, wat grote opdrachten zou opleveren.
In 1997 werd Lagidse uitgenodigd door het Europees Centrum voor Monumentenzorg bij UNESCO in Venetië. In 1998 maakte hij ter gelegenheid van het 400 jaar Vrede van Münster voor het Legermuseum in Delft een replica van Maurits van Oranjes harnas uit 1590. Dit was als een meesterproef, dat hem veel erkenning zou opleveren. Lagidse heeft voorts persoonlijke opdrachten voltooid, zoals een helm en een paar handschoenen van het harnas van Maurits, en een miniatuur van het complete harnas voor Henk Visser, mecenas en eigenaar van Collectie Visser in Wassenaar.
Sinds 2001 werkt Lagidse in zijn eigen atelier in Roosendaal. In de eerste jaren gaf hij tevens colleges in Amsterdam bij het Instituut Collectie Nederland.
In 2004 werd hij genaturaliseerd tot Nederlander, een proces dat mede gefaciliteerd werd door het Ministerie van Onderwijs, Cultuur en Wetenschap, dat zijn werk beschouwd als een wezenlijke bijdrage aan het Nederlandse cultureel erfgoed.
| "Bulat": Georgische damaststaal Kartvelische stammen waren de eerste in de Kaukausus die staal produceerden. De ontdekking en verwerkingstechniek van wat bekend werd als Georgische damaststaal (ookwel Bulati of Wootzstaal genoemd) werd eeuwenlang geheim gehouden. Het materiaal is een sterke gietstaal dat geschikt is voor slag- en snijwapens. Het heeft karakteristieke kleurpatronen op het oppervlak. In het begin van de 19e eeuw werd het geheim verklapt en verspreidde de kennis van dit staal en later weer raakte het in vergetelheid, mede door de opkomst van modernere metaaltechnologieën. |

Met collega-experts ontwikkelde Lagidse een nieuwe methode om Georgische damaststaal, een oude en in de vergetelheid geraakt staalproduct (zie kader), te herintroduceren. In 2010 gaf hij hierover met zijn collega's aan de Academie voor Schone Kunsten van Antwerpen een masterclass.
In 2022 werd in de Markiezenhof in Bergen op Zoom een overzichtstentoonstelling van zijn werk gehouden: Het geheim van de smid. Op deze tentoonstelling beoogde hij onder meer de relatie van het Markiezenhof met Georgië te tonen. Een aantal markiezen uit Bergen op Zoom waren namelijk lid van de Orde van het Gulden Vlies, een exclusieve ridderorde dat een Georgische oorsprong kent.

## Oeuvre(selectie)

### Wapenuitrustingen
Wanneer Lagidse over zijn werk spreekt, heeft hij het over 'historische reconstructies' en nadrukkelijk niet over 'replica's': "Ik maak geen exacte kopieën van wapens, maar kunstwerken met toegevoegde waarde die de kritiek van de meest kritische experts kunnen doorstaan."
| |  |  |
| Kinderharnas van Maurits van Oranje, vervaardigd naar voorbeeld van Daniel van den Queborns portretschilderij van de toen ongeveer twaalfjarige prins (1578-1579). |  |  |

- 1987-1990: Harnassen, in opdracht van Zoerab Tsereteli.
- 1997: Ruiterharnas van prins Maurits (reconstructie). Het origineel bevindt zich in een museum in Wenen. De reconstructie is gemaakt voor het Legermuseum in Delft en later verplaatst naar het Nationaal Militair Museum in Soesterberg.[15][14][18][19][20][21][22][23][24][9]
- 1999: Miniatuurharnas van prins Maurits, voor de collectie van Henk Visser.[10]
- 2003: Piekeniersharnas, gemaakt in opdracht van het Legermuseum.[25]

- 2004: Kinderharnas prins Maurits[26][27][10]

| |  |  |
| Een opdrachtgever poseert met Lagidses harnas, vervaardigd naar voorbeeld van Herlins St. Joris en de draak (1462). |  |  |

- 2004: Harnas van Jan van Schaffelaar voor het Veluws Museum Nairac.[28][2][10][29]
- 2008: Harnas in Gotische stijl, evenals het harnas van Jan van Schaffelaar naar het voorbeeld van het schilderij St. Joris en de draak (1462) van Frederich Herlin. Opdracht van Frits Fritsen.[30][31]
- 2010: Zwaard van de Georgische koning Heraclius II[32]
- 2019: Zwaard, helm en schild voor de zeeridder, een mythisch wezen en symbool van het Markiezenhof in Bergen op Zoom.[18][33][34]
- 2019: Zwaard van Karel van Egmond, reconstructie in opdracht van Stichting Eusebius, Arnhem.[35]

### Sieraden en decorum
- Picasso, een metalen beeldwerkje van een lieveheersbeest, genoemd naar de gelijknamige schilder.[36]
- Restauratie van de schellenbomen van Koninklijke Harmonie Nut & Vermaak, Zundert[37]

## Tentoonstellingen
- 1999: Deelname aan expositie bij het Forum International de la Ferronerie d'Art Cintemporaine, Luxemburg[10]
- 2000: Tentoonstelling in Galerie Bremmer, Tilburg[36][38]
- 2005: Deelname aan tentoontelling "Heavy Metal, Europese harnassen in het vizier", in het Legermuseum, Delft[39]
- 2022: Het geheim van de smid, overzichtstentoonstelling in de Markiezenhof, Bergen op Zoom[5][14][15]

## Publicaties
- "BULAT, een wonderstaal", geschreven met Seerp Visser en Klaas Remmen, Wapenfeiten nr. 3, september 2011[12]
- (en)  "The History of Iron Processing and the Creation of Weapons in Georgia", geschreven met David Kuparadze en Mumuka Kapianidze, in At the Northern Frontier of near Eastern Archeaeology, 2017.[40] Nederlandse versie: "Georgie en de ontwikkeling van de metallurgie", Wapenfeiten nr. 3, september 2014, p.15.

## Erkenningen
Volgens het Nederlandse ministerie van Onderwijs, Cultuur en Wetenschap levert Lagidse een wezenlijke bijdrage aan het Nederlandse cultureel erfgoed.

### Titels
| De Chokhosani-ridderorde De Chokhosani-ridderorde is een besloten organisatie dat dient ter erkenning van mensen met bijzondere verdiensten voor het vaderland. Deze mensen worden met de traditionele ridderslag geridderd en ontvangen een riddertitel met bijbehorende certificaat en ridderkruis die aan een lint gedragen wordt. Deze ridderorde maakt deel uit van de Chokhosani Orde van Koning George VII (voorheen: Chokhosani Vereniging van Georgië), een vereniging onder auspiciën van patriarch Ilia II van Georgië. De leden gaan tijdens nationale feesten en speciale gelegenheden gekleed in nationale klederdracht. Dit verklaart de naam van de vereniging: Chokja betekent 'nationale kleding'; Chokhosani betekent 'man die nationale kleding draagt'. |

- 1988: Volksmeester van Kunsten van de Republiek Georgië.[14]
- 2013: Meester van het Bossche Gilde van Goudsmeden, thans het Nederlands Gilde Goudsmeden.[42]
- 2023: Ridder in de Georgische Chokhosani-Orde (zie kader), vanwege zijn bijdrage aan de popularisering van het historisch Georgisch wapentuig.[43]

### Prijzen
- 1999: Eerste prijs voor miniatuurharnas van Maurits van Oranje op expositie bij het Forum International de la Ferronerie d'Art Cintemporaine, Luxemburg[10]
- 2011: Autour du couteau-prijs op de 22e SICAC te Parijs
- 2011: Coup de Coeur Wootz op BKS Gembloux, te Gembloers.
- 2011-2015, 2018, 2022, 2025: Winnaar in de categorie Best of Show, op de Dutch Knife Exhibition.
- 2014: Eerste prijs, expositie van Vereniging van Nederlandse Wapenverzamelaars.
- 2023: Tweede prijs, expositie van Vereniging van Nederlandse Wapenverzamelaars.
- 2023: Winnaar in categorie 'traditioneel werk', Tbilisi Knife Show.
- 2023, 2024: Winnaar in de categorie Best Art Knife, op de Dutch Knife Exhibition.[44]

## Afbeeldingen

Enkele werken van Gotscha Lagidse
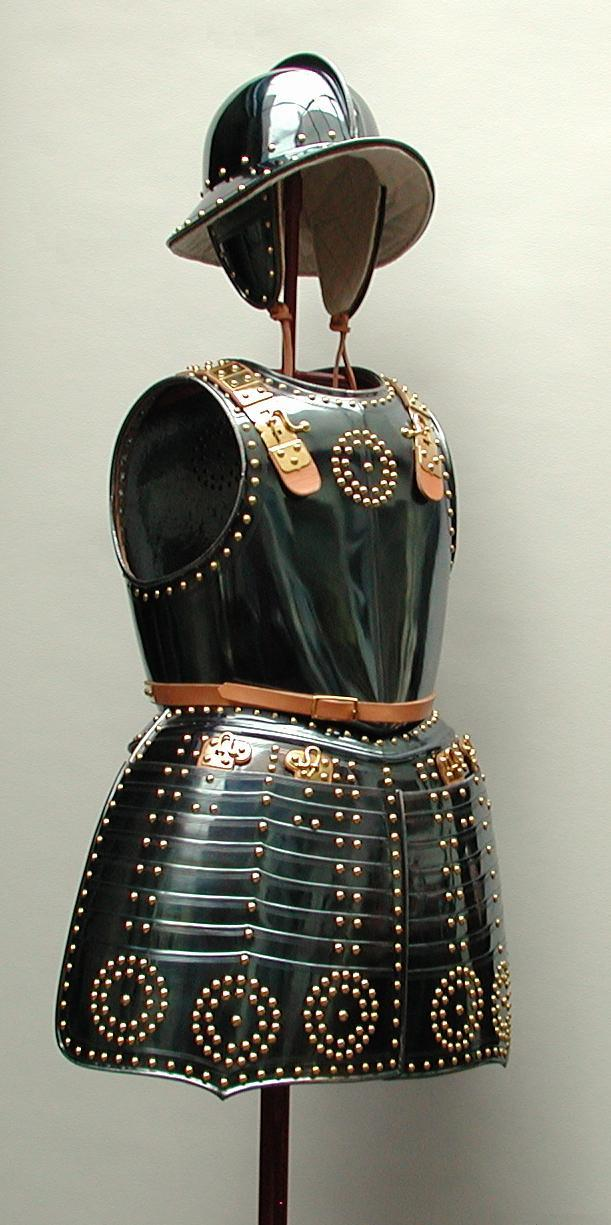
Piekeniersharnas
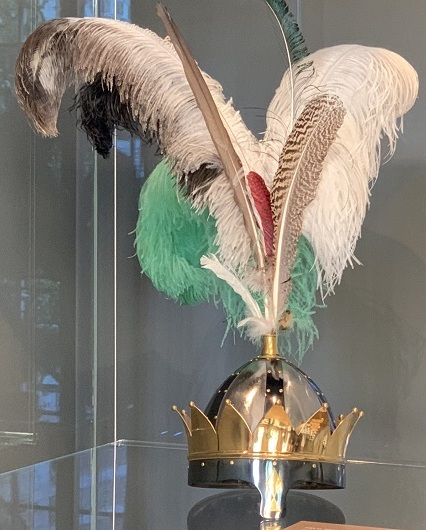
Helm van de zeeridder
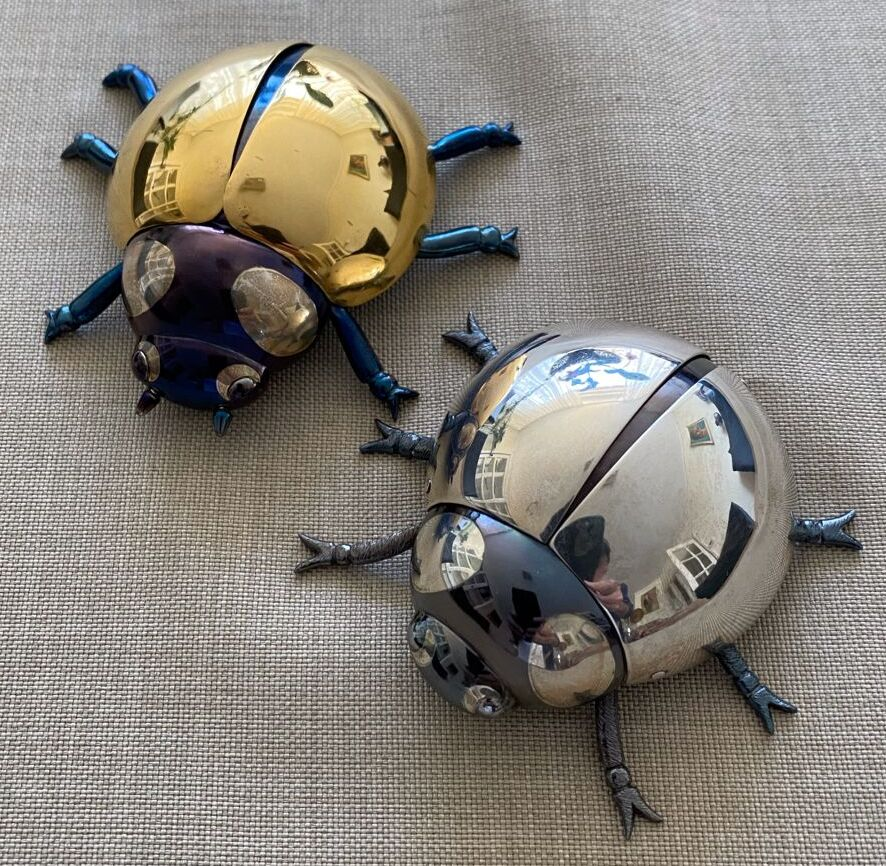
Picasso's
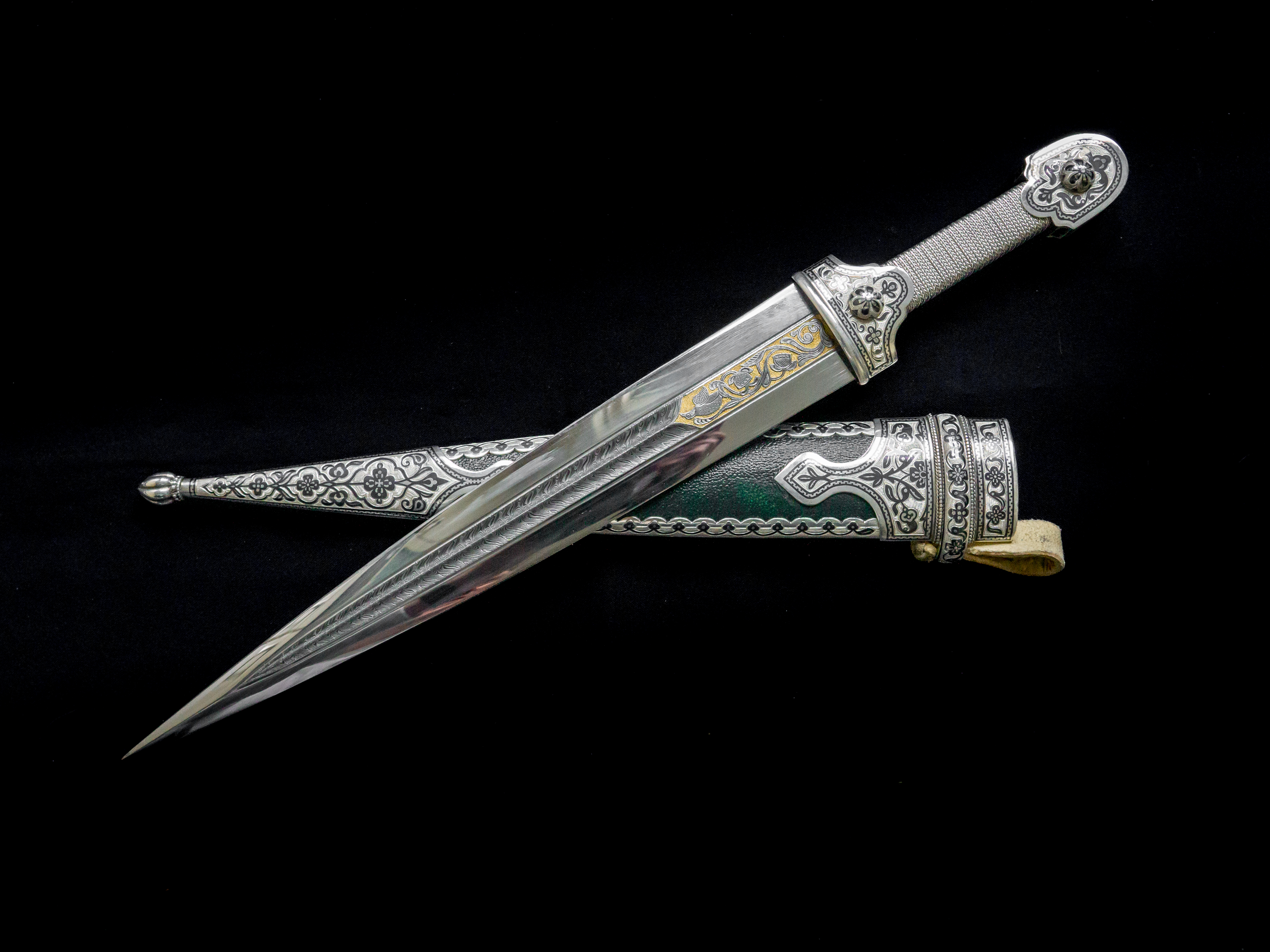
'Tbilisi' dolk, Best Art Knife van DKE 2023
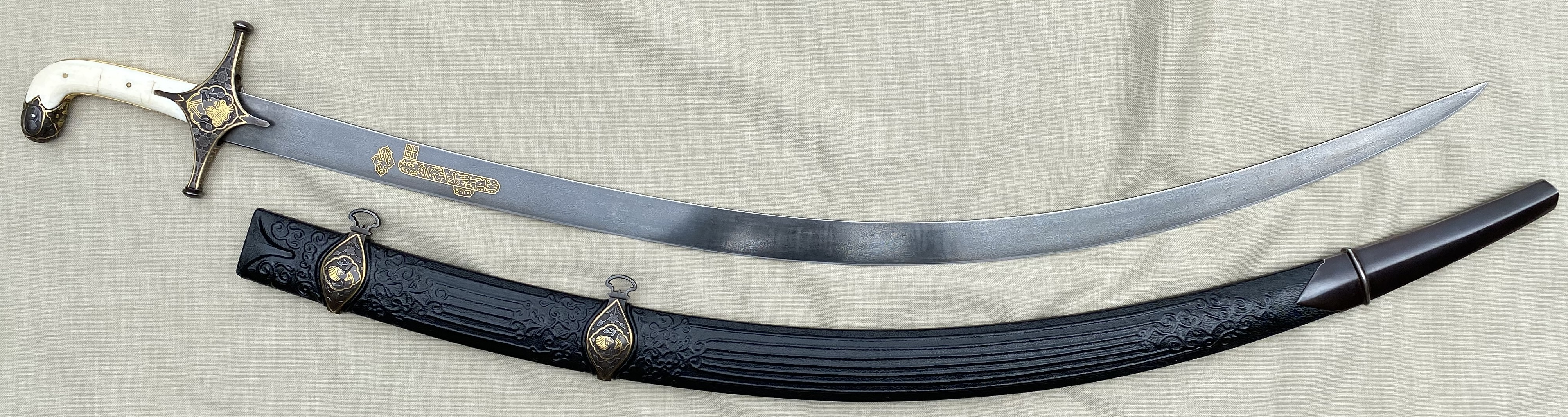
Zwaard van Heraclius II